# 泉水敬
泉水 敬（せんすい たかし、1964年3月28日 - ）は、日本の実業家。株式会社マーベラス代表取締役副社長Co-COOを経て、株式会社KADOKAWA執行役員。神奈川県出身。学位は、Master of Business Administration（コロンビア大学・1991年）。

## 経歴
プリンストン大学工学部航空宇宙工学科卒業。1986年にリクルート（現・リクルートホールディングス）に入社。1996年にSAPジャパンに転職、1999年にバイスプレジデントに就任。2000年にアイ・シー・ジー・ジャパンに転職。2002年に日本マイクロソフトに転職、2006年より執行役に就任し、Xboxの事業責任者となる。2015年に日本マイクロソフトを退職、2016年にマーベラス副社長に就任。2019年よりKADOKAWA執行役員に就任。

## 略歴
- 1986年6月 - プリンストン大学工学部航空宇宙工学科卒業[6]。
- 1986年8月 - 株式会社リクルート（現・株式会社リクルートホールディングス）入社[7]。
- 1996年10月 - SAPジャパン株式会社入社[7]。
- 1997年1月 - SAPジャパン株式会社 東京開発センター ゼネラルマネージャー[7]。
- 1999年7月 - SAPジャパン株式会社 バイスプレジデント マーケティング&アライアンス担当[7]。
- 2000年10月 - 株式会社アイ・シー・ジー・ジャパン ビジネスオペレーション担当 マネージングディレクター[7]。
- 2002年5月 - 日本マイクロソフト株式会社 Xbox事業本部 マーケティング本部 本部長[7]。
- 2005年 - 日本マイクロソフト株式会社 業務執行役員 Xbox事業本部 マーケティング部 部長 兼 ゲームコンテンツ推進部 部長[8]。
- 2006年4月 - 日本マイクロソフト株式会社 執行役 ホーム&エンターテイメント担当 Xbox事業本部 本部長[7]。
- 2006年7月 - 日本マイクロソフト株式会社 執行役 ホーム&エンターテイメント事業本部 本部長[8]。
- 2009年4月 - 日本マイクロソフト株式会社 執行役常務 ホーム&エンターテイメント事業本部 本部長[8]。
- 2011年7月 - 日本マイクロソフト株式会社 執行役 インタラクティブ・エンターテイメント・ビジネス ゼネラルマネージャー[9]。
- 2014年11月 - Microsoft Corporation インタラクティブ・エンターテイメント・ビジネス ゼネラルマネージャー[10]。
- 2015年7月 - 日本マイクロソフト株式会社退職[5]。
- 2016年2月 - 株式会社マーベラス顧問[7]。
- 2016年6月 - 株式会社マーベラス代表取締役副社長Co-COO[11]。
- 2016年10月 - Marvelous USA Inc. Director[7]。
- 2016年10月 - Marvelous Europe Limited Chairman[7]。
- 2017年3月 - 株式会社ジー・モード取締役[7]。
- 2017年4月 - 株式会社マーベラス代表取締役副社長COO デジタルコンテンツ事業本部 本部長[12]。
- 2018年4月 - 株式会社マーベラス代表取締役副社長COO 情報システム部・海外子会社管掌[7]。
- 2018年9月 - 株式会社マーベラス退職[13]。
- 2019年11月 - 株式会社KADOKAWA執行役員（現任）[6]。